# Campus Rosenfels

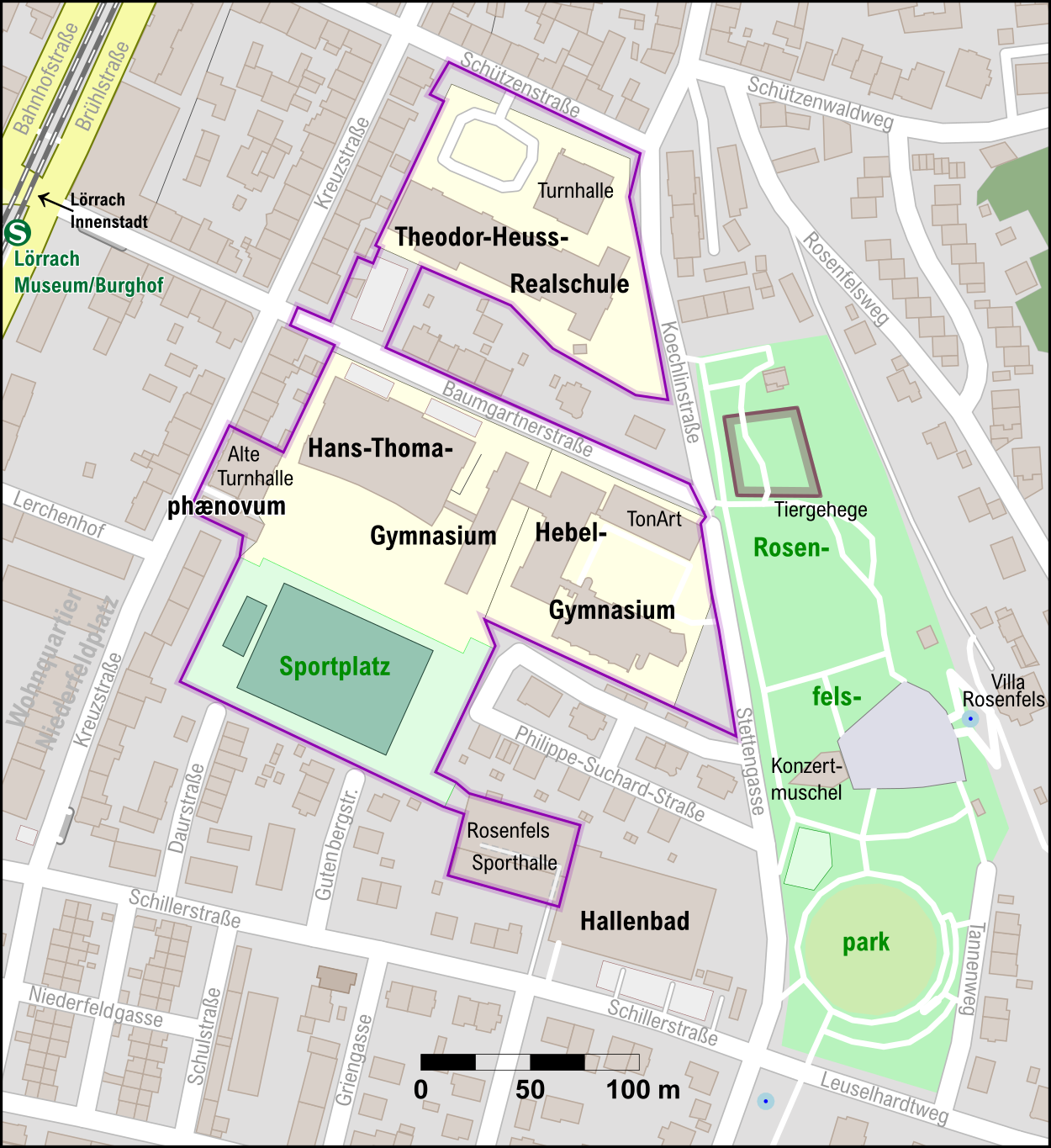
Karte des Campus Rosenfels mit angrenzendem Park

Der Campus Rosenfels, oder Rosenfelscampus, in der südbadischen Stadt Lörrach ist ein Schulkomplex, der zwei Gymnasien und eine Realschule räumlich zusammenfasst. Im Gegensatz zu geplanten Schulkomplexen entwickelte sich der Campus Rosenfels erst im Laufe von mehreren Jahrzehnten heraus. Östlich des Schulcampus ist der Rosenfelspark, eine Parkanlage am Fuße der 1876 erbauten und namensgebenden Villa Rosenfels. 2020 waren auf dem  rund 3,6 Hektar großen Campus Rosenfels über 3000 Schüler, Lehrkräfte und anderes Personal untergebracht.

## Lage
Der Campus Rosenfels wird im Norden von der Schützenstraße, im Osten von der Koechlinstraße, im Süden von der Philippe-Suchard-Straße beziehungsweise einem Wohngebiet an der Schillerstraße und im Westen von der Kreuzstraße begrenzt. Innerhalb des etwa trapezförmigen Gebietes sind einzelne Wohnhäuser oder, wie an der Westgrenze Wohnhauszeilen, die nicht dem Campus zugerechnet werden. Die Baumgartnerstraße verläuft dabei in Ost-West-Richtung und teilt den Campus in einen nördlichen Bereich mit der Theodor-Heuss-Realschule (THR) und in einen südlichen Bereich mit dem Hans-Thoma-Gymnasium (HTG) im Westen und dem Hebel-Gymnasium (HG) im Ostteil des südlichen Areals. Durch den Ausschluss vom motorisierten Individualverkehr und des breiten Fußgängerstreifens mit alleeartiger Bepflanzung von Bäumen und Hecken wirkt die Zentralachse des Campus wie ein kleiner Boulevard. Neben den drei Schulen ist auf dem Campus das Phaenovum Schülerforschungszentrum Lörrach-Dreiländereck in der alten Turnhalle des HTG und einem angrenzenden Neubau untergebracht.
Der Campus ist rund 500 Meter südöstlich vom Stadtzentrums Lörrachs gelegen und nur etwa 150 Meter vom Haltepunkt Lörrach Museum/Burghof der Wiesentalbahn entfernt. Zwischen Haltepunkt und Campus befindet sich das Wohnquartier Niederfeldplatz. Östlich am Campus von der Koechlinstraße und Stettengasse getrennt befindet sich der etwa 2,4 Hektar große Rosenfels Park.

## Geschichte

### Vorgeschichte

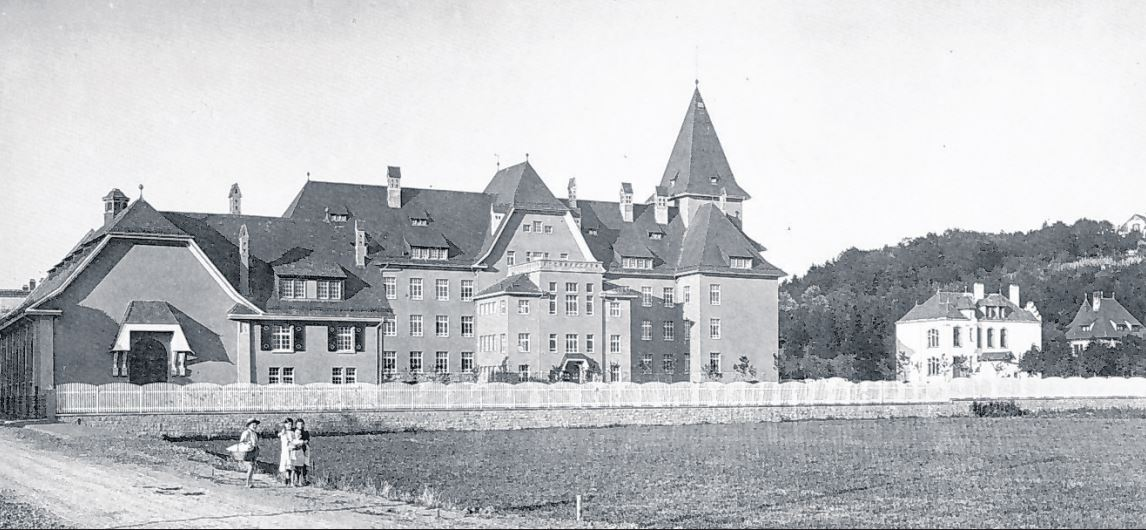
1911: Hans-Thoma-Gymnasium kurz nach seiner Fertigstellung von Süden gesehen

Mit dem 1911 eingeweihten Altbau des heutigen Hans-Thoma-Gymnasiums (HTG) begann die Geschichte des Campus. Das damals größte öffentliche Gebäude in Lörrach war mit einer Länge von 60 Meter und einem 40 Meter hohen Turm Stadtbild prägend. Das neue Schulhaus entstand aufgrund der Schulraumnot, welche aus der Eingemeindung von Stetten am 1. April 1908 resultierte. Aus diesem Grund wurde als Standort für die neue Schule das Flurstück Niederfeld gewählt, was sich an der Grenze zwischen Stetten und Lörrach befindet. In das Bauwerk zieht neben der Volksschule auch eine Realschule ein, welches zur damaligen Zeit ein neuer Schultyp war. Zum neuen Schulhaus gehört neben dem Hauptbau auch eine Turnhalle. Erst 1924 wurde die Schule nach dem Maler und Grafiker Hans Thoma benannt. Ein Ausbau zum Realgymnasium mit Abitur folgte und 1928 wurde die Volksschule nach dem Neubau der Fridolinschule in Stetten ausgegliedert. 1948 wurden die Oberrealgymnasien in Gymnasien umbenannt, so dass das HTG seinen heutigen Namen erhält.
Östlich benachbart zum HTG befand sich bereits seit 1938 eine Handelsschule, die nach einer Erweiterung ausgegliedert wird, so dass 1960 das Hebel-Gymnasium (HG) in die neuen Räume umzieht. 1966 muss auch das HTG erweitert werden und wird um einen mehrstöckigen Anbau an der Rückfront erweitert. Der Bauteil enthält neben der Aula, neun Klassenzimmer auch Fachräume und Hörsäle für die naturwissenschaftlichen Fächer Physik, Biologie und Chemie.

### Stetige Erweiterungen
Mit der 1967 neu gebauten Theodor-Heuss-Realschule (THR) an der Schützenstraße entsteht die dritte Schule in unmittelbarer Nähe. Zwar war diese Schule durch eine Häuserzeile von den beiden Gymnasien getrennt, in der städtischen Planung wird jedoch bereits damals vom Schulzentrum Niederfeld gesprochen. Das Areal zwischen dem THR und dem nahen Hallenbad ist ebenfalls als Schulgelände vorgesehen gewesen, so dass diese Grundstücke auch erworben wurden. Als um 1960 die Flüchtlingsbaracken entfernt wurden waren, wurde der Platz südlich des HTG frei und konnte fortan von allen drei Schulen als Hartplatz für Sportunterricht genutzt werden. Im Jahr 1971 erhält die Realschule eine eigene Turnhalle. 1973 entstand die Rosenfelshalle und das Hallenbad. Die Rosenfelshalle steht seither beiden Gymnasien zur Verfügung. 1978 muss auch das THR sein Raumangebot erweitern und das HG muss von Anfang der 1980er Jahre ebenfalls erweitern und vorhandene Bausubstanz sanieren.
1985 wird auf der Freifläche südlich des HTG ein Sportplatz mit Kunstrasen-Fußfallfeld, einer Laufbahn und diversen Anlagen für Leichtathletik für alle drei Schulen fertiggestellt.
In den Jahren 1996 bis 1998 wurde für das HTG ein Stelzenbau über einem niedrigen Bauteil des HG gestellt, so dass es noch keine Verbindung zu den Schulen gab. Der Stelzenbau an der Ostseite des HTG erhielt zehn Klassenzimmer, die im Jahr 2000 über eine doppelstöckige Gebäudebrücke mit dem Hauptbau verbunden sind.

### Beginn des Campus Rosenfels

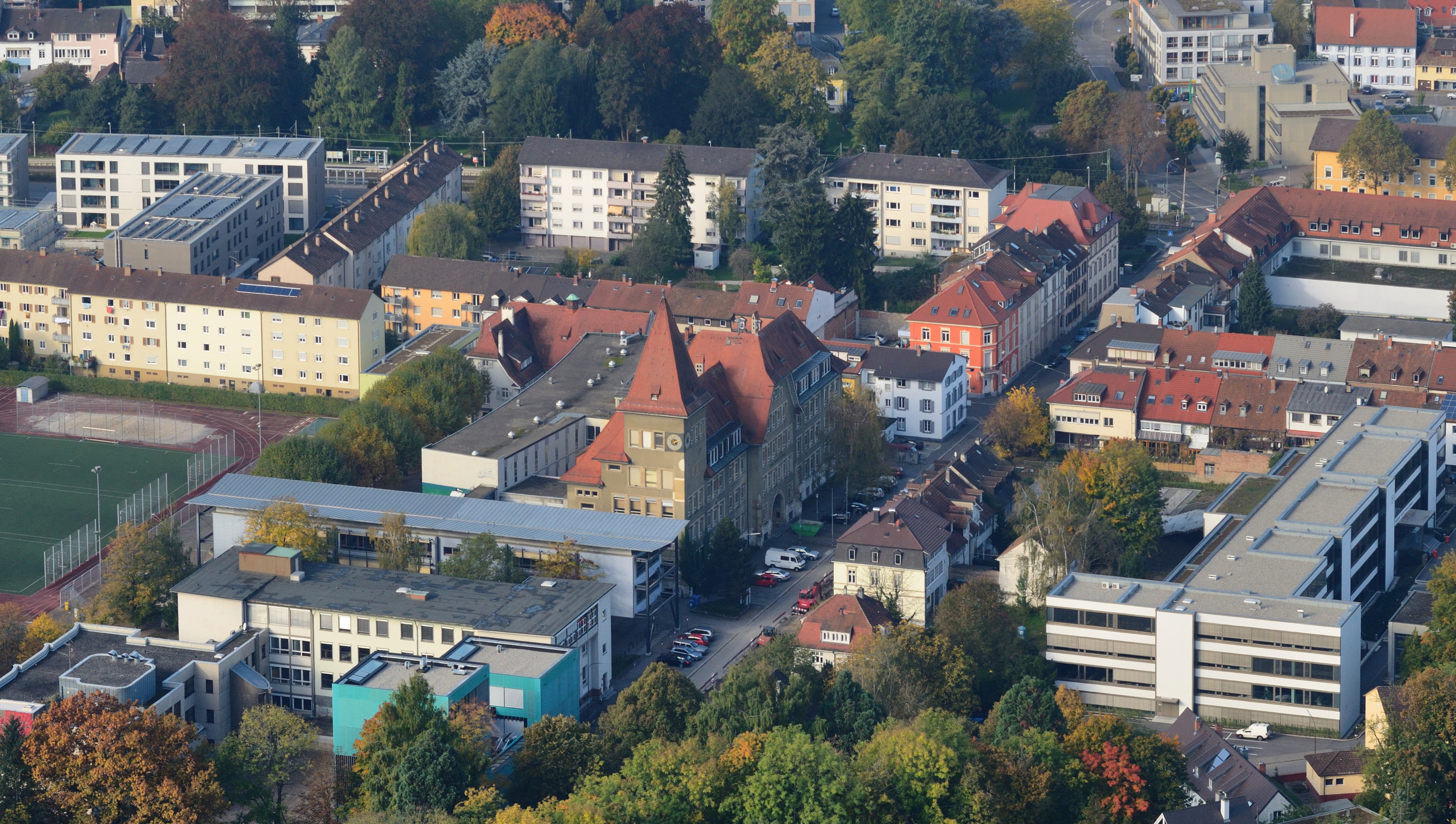
Luftbild des Rosenfels- campus (Bilddatei annotiert)

1997 eröffnet das Schülercafé Kamel-ion, das vom CVJM betrieben wird. Das Café wird zum Schülertreffpunkt aller drei Schulen, so dass man dieses Jahr auch als den eigentlichen Beginn des Campus Rosenfels ansetzen kann. Aufgrund von zunächst rückläufiger Schülerzahlen wurden die Erweiterungspläne verworfen, die Häuser in der Philippe-Suchard-Straße abzureißen. Allerdings nahmen die Schülerzahlen einige Jahre später wieder zu, was auch auf die Einführung von G8 im Jahr 2004 zurückzuführen ist. So wurde unter den Arkaden des Anbaus aus den 1960er Jahren eine Mensa fertiggestellt, die allen drei Schulen zur Verfügung steht.
Damit schritt die Verzahnung weiter voran. 2012 wurde am HG der wachsenden Raumnot durch den polygonalen Neubau für Kunst und Musik mit dem TonArt begegnet. Gleichzeitig mit dem Bau des TonArt wird als zentrales Element die Baumgartner Straße zum Campus neu organisiert. Dafür lobte die Stadt 2007 einen städtebaulichen Realisierungswettbewerb aus, um die Schulareale und das Umfeld der drei Schulen zu ordnen und zu gestalten. Fortan ist die Straße über einen versenkbaren Poller von der Kreuzstraße getrennt und nur noch berechtigtem Verkehr sowie Fußgängern und Radfahrern vorbehalten. Das breitere Fußgängerprofil wird durch Baumreihen begleitet und verleiht seither der ehemaligen Anwohnerstraße den Charakter eines Boulevards. Mit den baulichen Maßnahmen wurden wichtige visuelle Abgrenzungen zum restlichen Straßenverkehr und innere Verbindungen geschaffen. Die Orientierung zur Schulmensa oder zur Turn- und Schwimmhalle vom THR nach Süden wurde damit erleichtert; der Haupteingang des THR wurde von der Nord- auf die Südseite verlegt. Alle drei Schulen erhielten eigene Schulhöfe, die von den anderen abgrenzbar sind.